# Dmitri Nossov
Pour les articles homonymes, voir Nossov.
Dmitri Nossov (né le 9 avril 1980) est un judoka russe. Il participe aux Jeux olympiques d'été de 2004 en combattant dans la catégorie des poids mi-moyens et remporte la médaille de bronze. La même année, lors des Championnats d'Europe, il remporte également la médaille de bronze.

## Palmarès

### Jeux olympiques
- Jeux olympiques de 2004 à Athènes,  Grèce
  -  Médaille de bronze.

## Carrière politique
En 2021, il est candidat pour le parti de Vladimir Poutine « Russie unie » aux élections de la Douma d'État.